# White Eye
White Eye è un cortometraggio israeliano del 2019 di Tomer Shushan.

## Trama
Il giovane Omer ritrova la sua bicicletta che gli era stata rubata, ormai appartenente ad uno sconosciuto. Si tratta di un rifugiato eritreo, Yunes, che si dichiara tuttavia innocente. Non aiutato dalla polizia, Omer cerca di comprendere le dinamiche della questione, causando involontariamente danni per Yunes e altri immigrati clandestini.

## Riconoscimenti
- 2020 - SXSW Film Festival[2]
  - Premio della giuria per cortometraggio narrativo
- 2020 - Palm Springs ShortFest[3]
  - Candidatura per Borders Award
- 2021 - Oscar[4]
  - Candidatura per il miglior cortometraggio